# Castello di Bonneville
Il castello di Bonneville (in francese château de Bonneville) è un castello della provincia di Namur in Belgio, situato nel villaggio di Bonneville, ex comune belga incorporato nella città di Andenne (Regione vallone).

## Storia
Inizialmente si trattava di una fattoria con mastio del XV secolo. Nel 1617, Jacques de Zualart, ricco personaggio e borgomastro di Namur, acquistò la tenuta, divenendo signore di Sclayn-Bonneville, e iniziò la costruzione dell'ala principale nord dell'edificio, che divenne così un castello armonioso con una facciata in stile rinascimentale della Mosa, caratterizzata dall'alternanza di mattoni e di cordoni di pietra calcarea.
Tilmant de Zualart, figlio di Jacques, andò in bancarotta mentre la costruzione era in corso e, verso il 1690, divenne proprietario e signore di Bonneville il suo maggiore creditore, il cavaliere Jean-Hubert de Tignée.
Da allora il castello di Bonneville non è stato più venduto per dieci generazioni e appartiene ancora al suo diretto discendente, il cavaliere Baudouin de Theux, e a sua moglie.
La proprietà è rimasta invariata nell'aspetto; nel XVIII secolo il castello fu impreziosito con gli splendidi saloni e i giardini alla francese.